# Eggendorf am Wagram

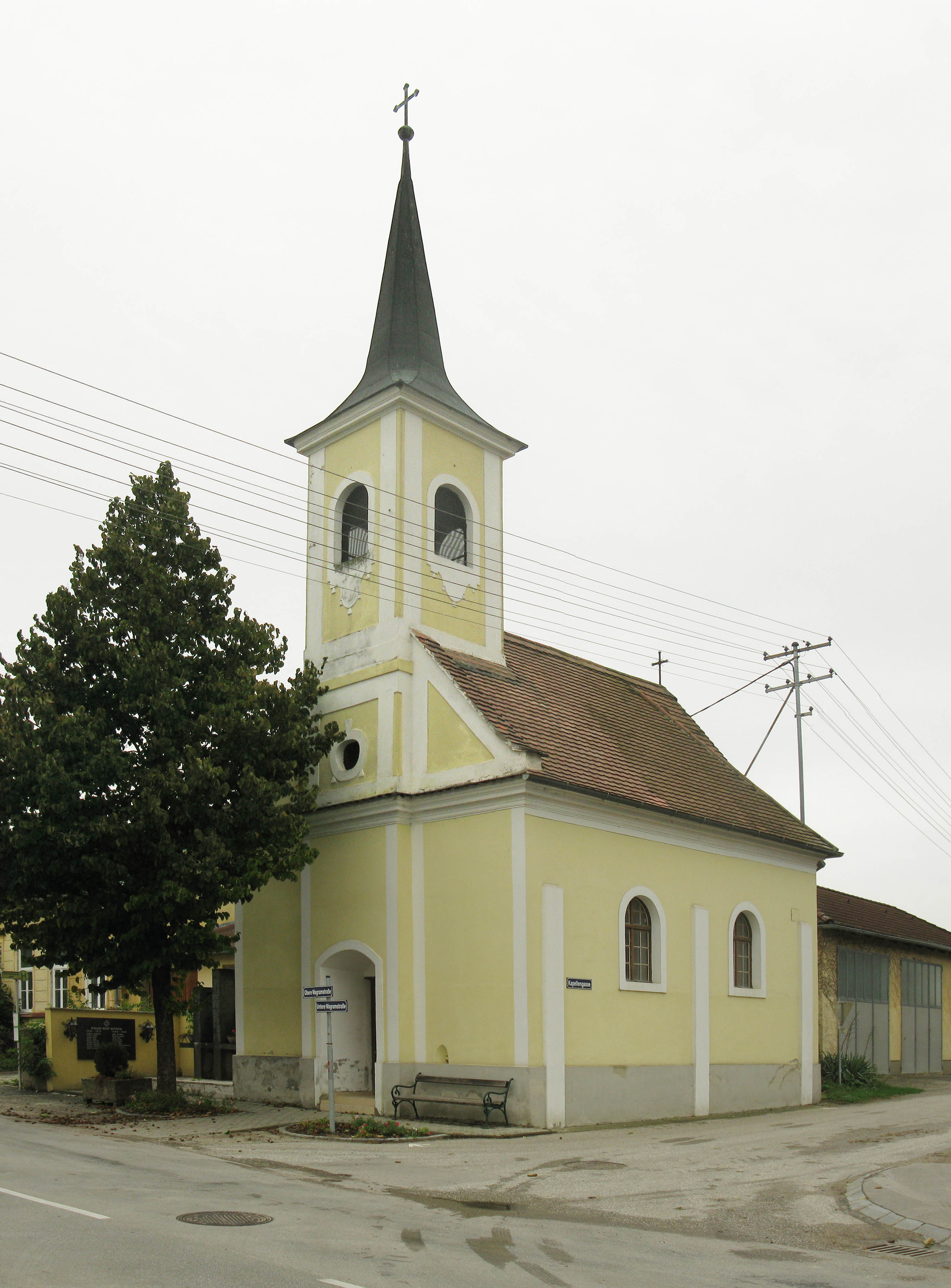
Ortskapelle Eggendorf am Wagram

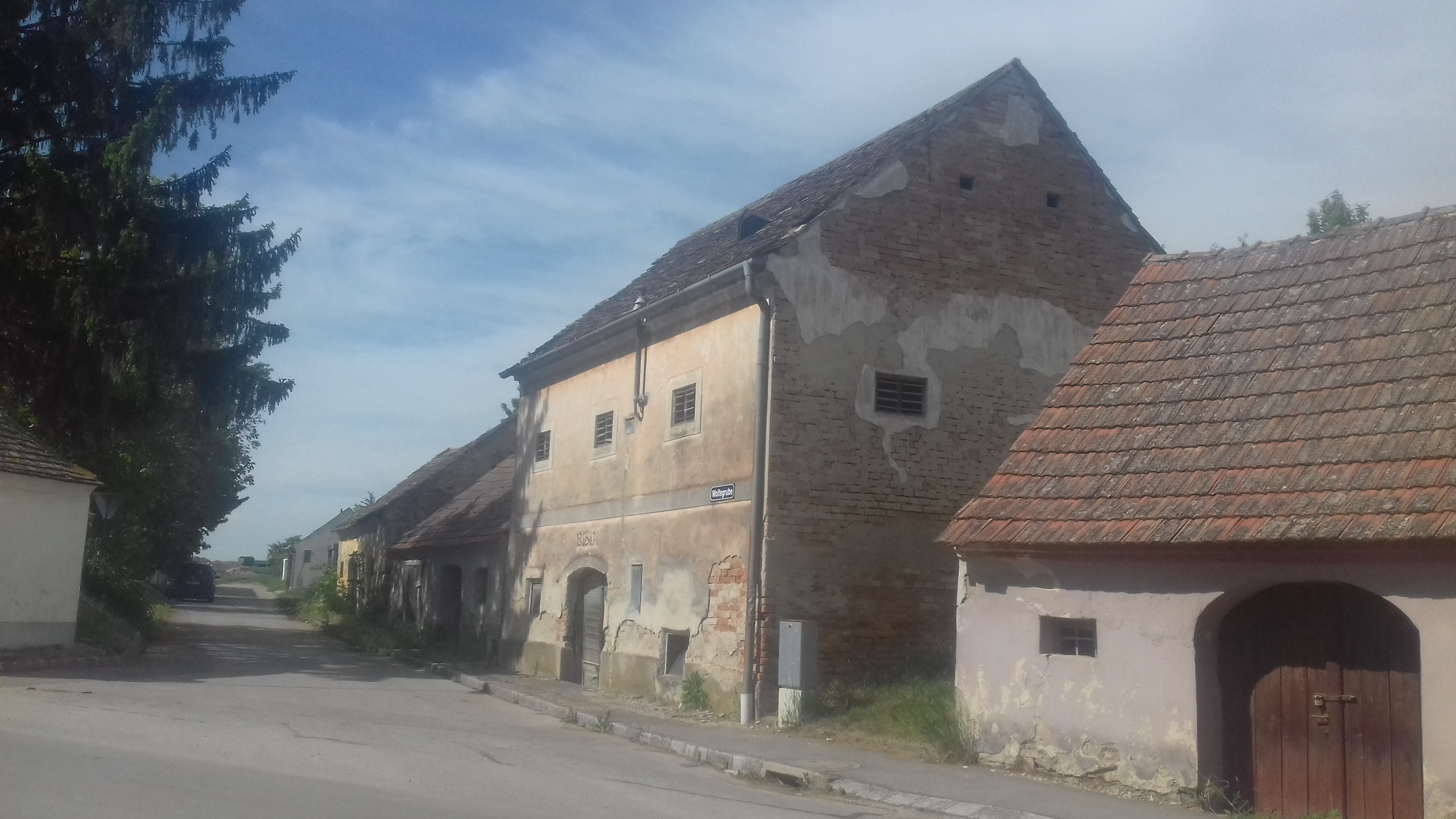
Weinkeller im Wolfsgraben

Eggendorf am Wagram ist ein Ort und eine Katastralgemeinde in der Marktgemeinde Stetteldorf am Wagram im Bezirk Korneuburg in Niederösterreich.

## Lage
Der Ort liegt westlich der Stadt Stockerau auf der Geländestufe des Wagram.

## Verbauung
Das planmäßige Straßendorf mit Hakenhöfen, Dreiseithöfen und Gassenfronthäusern hat die Durchgangsstraße im Hintausweg. Im Westen schließt die Verbauung mit einer Querstraße ab. Im Osten befindet sich eine Gruppe von Scheunen und eine Kellergasse.

## Geschichte
Es gibt Funde einer Besiedlung im Neolithikum, der mittleren Bronzezeit, der Urnenfelder- und Latènezeit. Es gibt ein Gräberfeld der römischen Kaiserzeit aus dem 1. Jahrhundert. Es gibt ein slawisches Gräberfeld aus dem 9. Jahrhundert. Laut Adressbuch von Österreich waren im Jahr 1938 in der Ortsgemeinde Eggendorf am Wagram ein Taxiunternehmer, ein Bürstenbinder, ein Fleischer, ein Gastwirt, zwei Gemischtwarenhändler, ein Marktfahrer, ein Milchgenossenschaft, eine Mühle, ein Schmied, ein Schuster, ein Viktualienhändler und mehrere Landwirte ansässig. Gegen Ende des Zweiten Weltkrieges wurden zwischen Juni und August 1944 ungarische Juden, darunter auch Frauen, als Zwangsarbeiter für Meliorationsarbeiten eingesetzt.

## Kultur und Sehenswürdigkeiten
- Katholische Ortskapelle Eggendorf am Wagram hl. Wolfgang
- Glockenturm Eggendorf am Wagram

## Persönlichkeiten
- Franz Lang (1871–1938), Politiker (CSP)
- Johann Fischer (1919–2008), Bildender Künstler